# Закон полукруга (квантовый эффект Холла)
Закон полукруга в физике конденсированного состояния — это математическое соотношение между величинами, измеряемыми в квантовом эффекте Холла. Он описывает соотношение между анизотропной и изотропной компонентами макроскопического тензора проводимости σ, поскольку при построении графика он выглядит как полукруг.
Закон полукруга был впервые теоретически описан Дыхне и Рузиным при представлении квантового эффекта Холла как смеси двух фаз: свободного электронного газа и свободного дырочного газа. Математически он утверждает, что {\displaystyle \sigma _{xx}^{2}+(\sigma _{xy}-\sigma _{xy}^{0})^{2}=(\sigma _{xx}^{0})^{2}}где σ — это проводимость Холла в модели среднего поля, а σ0 — параметр, который обозначает классическую проводимость каждой фазы. Аналогичный закон справедлив и для удельного сопротивления.
Удобная переформулировка закона объединяет проводимость и удельное сопротивление: {\displaystyle \sigma _{xy}^{0}={\frac {\rho _{xy}^{0}}{(\rho _{xy}^{0})^{2}+(\rho _{xx}^{0})^{2}}}={\frac {e^{2}}{h}}\left(n+{\frac {1}{2}}\right)}где n — целое число — фактор заполнения Холла.
Хотя первоначальный анализ Дыхне и Рузина предполагал незначительное рассеяние, которое оказалось эмпирически необоснованным, но закон выполняется в пределах когерентного переноса, обычно наблюдаемого в эксперименте.
Теоретически закон полукруга исходит из представления модулярной группы Γ0(2), которая описывает симметрию между различными фазами Холла. Это не симметрия в общепринятом смысле и сохраняющийся ток отсутствует. Также проявляются сильные связи этой группы с теорией чисел: фазовые переходы Холла (в одном слое) демонстрируют правила отбора {\displaystyle |pq'-p'q|=1}которые также управляют последовательностью Фарея, поскольку графики полукругового закона также являются диаграммами Фарея.
В страйповых квантовых фазах Холла соотношение немного сложнее из-за нарушенной симметрии: {\displaystyle {\begin{cases}\sigma _{1}\sigma _{2}+(\sigma _{h}-\sigma _{h}^{0})^{2}=(e^{2}/(2h))^{2}\\\sigma _{h}^{0}=(N+1/2)e^{2}/h\end{cases}}}Здесь σ1 и σ2 описывают макроскопическую проводимость в выбранных направлениях, выровненных с направлениями страйпов и перпендикулярных им.